# Lobophyllia hemprichii
Lobophyllia hemprichii är en korallart som först beskrevs av Ehrenberg 1834.  Lobophyllia hemprichii ingår i släktet Lobophyllia och familjen Mussidae. IUCN kategoriserar arten globalt som livskraftig. Inga underarter finns listade i Catalogue of Life.

## Bildgalleri

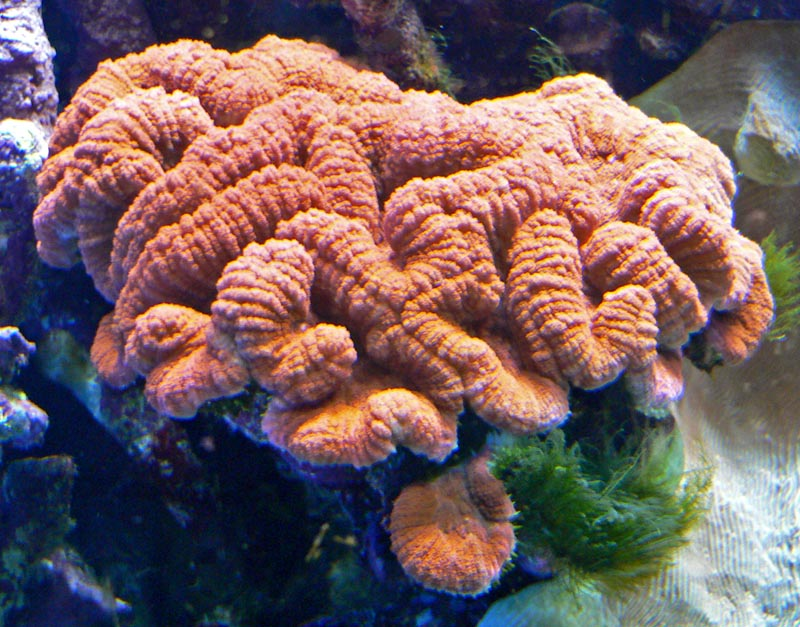
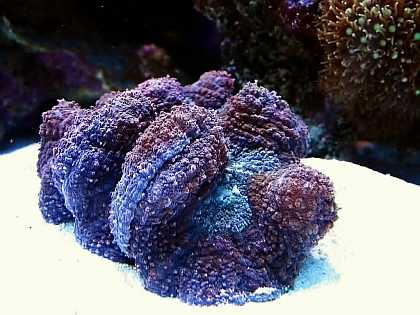
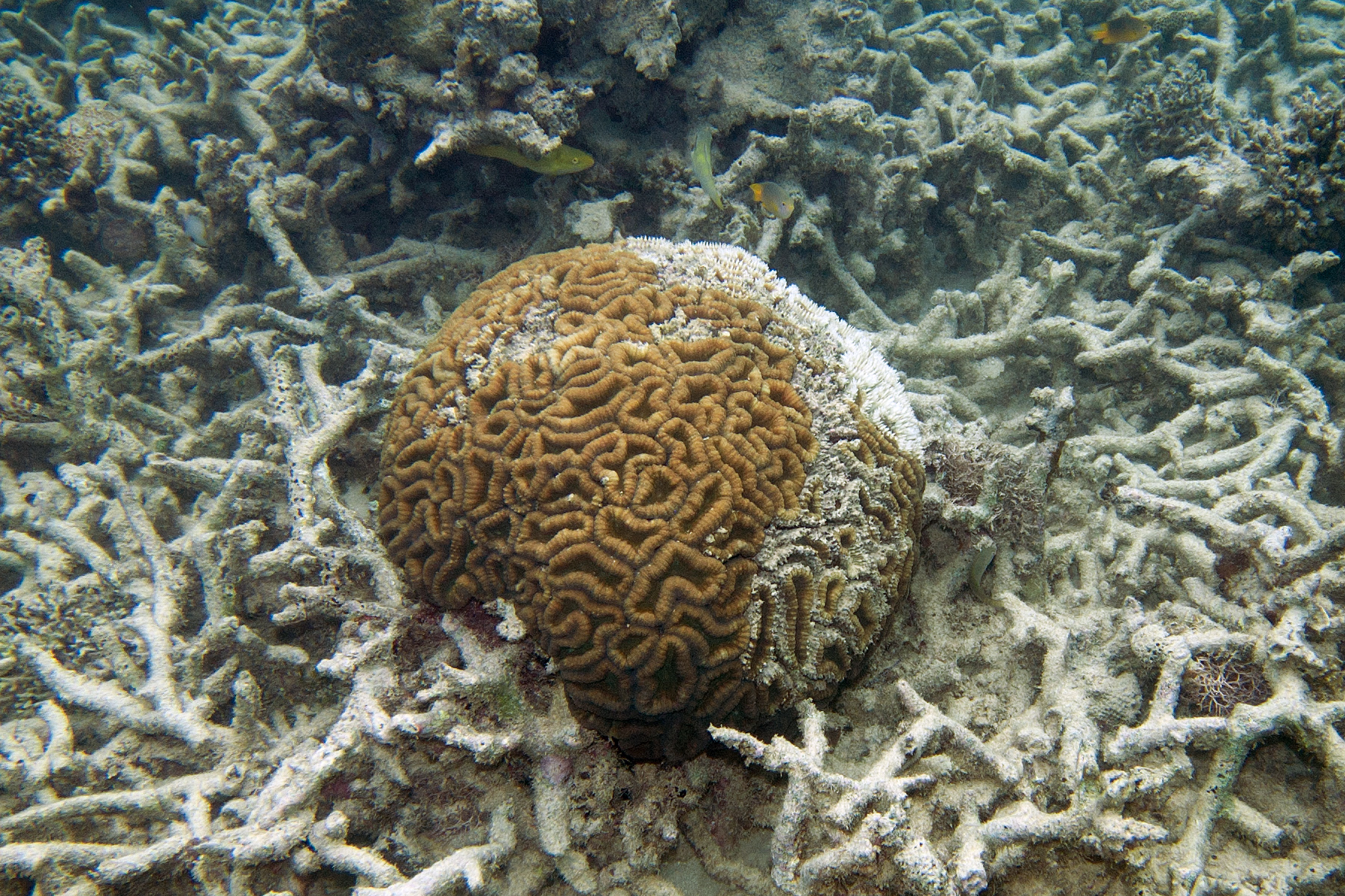